# Palácio dos Duques de Aveiro (Lisboa)

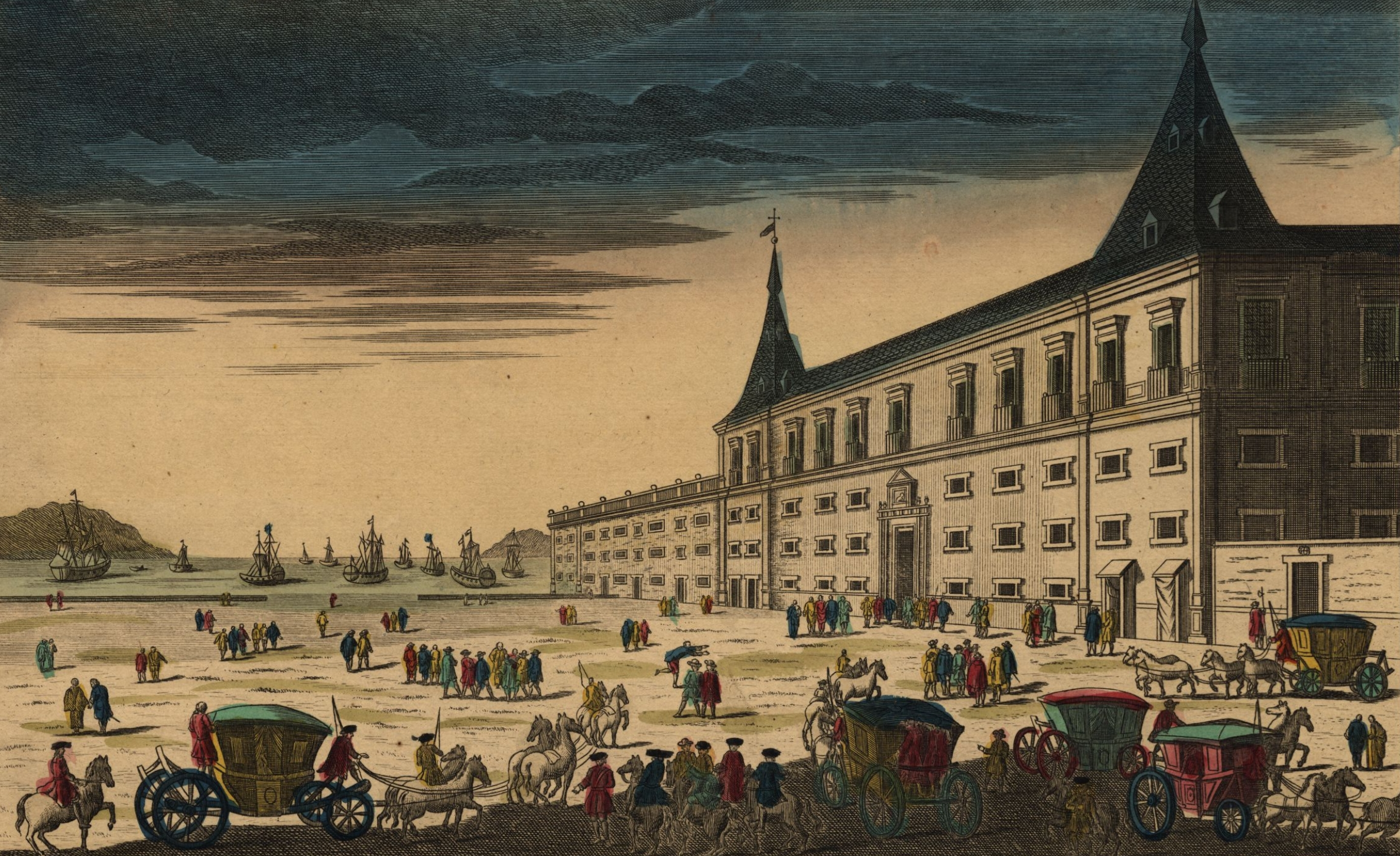
O Palácio dos Duques de Aveiro, em gravura francesa, c. 1765.

O Palácio dos Duques de Aveiro localizava-se em Belém, em Lisboa, e era a residência dos Duques de Aveiro, até ser confiscado pela Coroa e demolido em 1759, como resultado do envolvimento de José de Mascarenhas, 8.º Duque de Aveiro no Processo dos Távoras.
O palácio do Duque de Aveiro foi demolido e o terreno salgado, simbolicamente, para que nunca mais nada ali crescesse. No local, hoje chamado Beco do Chão Salgado, existe um marco alusivo ao acontecimento mandado erigir por D. José, constituido por uma coluna cilíndrica, de cinco metros de altura, terminada por uma chama em forma de pira, cercada de cinco anéis, também de pedra, representando os cinco membros da família de Aveiro, que supostamente entraram na conjura. Na base da coluna existe uma lápide, onde ainda hoje se pode ler:
| “ | AQVI FORAO AS CAZAS ARAZADAS E SALGADAS DE IOZE MASCARENHAS EXAUTHORADO DAS HONRAS DE DVQUE DE AVEIRO E OUTRAS E CONDEMNADO POR SENTENÇA PROFERIDA NA SUPREMA JUNTA DA INCONFIDENCIA EM 12 DE JANEIRO DE 1759 IUSTICIADO COMO HUM DOS CHEFES DO BARBARO E EXECRANDO DESACATO QVE NA NOITE DE 3 DE SETEMBRO DE 1758 SE HAVIA COMMVLADO CONTRA A REAL E SAGRADA PESSOA DE EL REI NOSSO SENHOR D. IOZÉ NESTE TERRENO INFAME SE NÃO PODERA EDIFICAR EM TEMPO ALGVM | ” |

O terreno salgado ficou a pertencer à Câmara de Belém; esteve deserto e abandonado até ao reinado de D. Maria I, em que a câmara foi dando licenças para diversas edificações.